# Brian Sandoval
Brian Edward Sandoval (Redding, California, 5 de agosto de 1963) es un político estadounidense, administrador académico y exjuez federal afiliado al Partido Republicano. Ocupó el cargo de gobernador de Nevada entre 2011 y 2019, siendo el primer hispano elegido como gobernador de dicho estado y el 29.º en total.